# Jackals de Dallas
Maillots
Les Jackals de Dallas (officiellement en anglais : Dallas Jackals) sont une franchise américaine de rugby à XV basée à Dallas. Créée en 2020, elle évolue en Major League Rugby jusqu'en 2024.

## Historique
Alors que le projet de la Major League Rugby est dévoilé en février 2017, la ville de Dallas fait partie des neuf membres initialement désignés, sous l'égide du club des Dallas Griffins. Ne rassemblant pas suffisamment de garanties financières, le projet porté par les Griffins est abandonné, et Dallas ne prend donc pas part à l'édition inaugurale de la ligue.
Afin de continuer son développement territorial, la Major League Rugby officialise le 11 décembre 2019 son expansion aux villes de Dallas et de Los Angeles pour la saison 2021.
La franchise de Dallas est officiellement créée le 5 juin 2020 sous le nom de Dallas Jackals . La construction d'un stade de 3500 places est prévue mais le projet n'aboutit pas. Le club décide de jouer au Choctaw Stadium à Arlington, un stade de baseball qui ne plait à personne (structure disproportionnée, tribune rudimentaire, traçages au sol multiples). L'entrée effective de la franchise dans la ligue est repoussée à la saison 2022, en accord avec les instances de la MLR ; leur participation est confirmée quelques mois avant l'ouverture du championnat.
Leur première saison tourne rapidement au désastre, avec notamment leur entraineur qui n'obtient pas de visa et est remplacé au pied levé par Elaine Vassie, qui était censée occuper les fonctions de manager. L'équipe subira également un improbable accident lors d'une sortie dans un parc, où une passerelle s'effondre sous le poids des joueurs, et certains sont sérieusement blessés. Au bout du compte, les Jackals terminent la saison avec 16 défaites en 16 matchs, sur des scores souvent très lourds. Elaine Vassie est remerciée.
Dès le mois d'août 2022, Dallas annonce le recrutement de son nouvel entraineur : Agustin Cavalieri, qui travaillait jusqu'alors à la formation des jeunes au sein de la fédération italienne. Il conduit un recrutement fortement axé vers l'Amérique du Sud (treize recrues sont de nationalité argentine) ; l'équipe bénéficie en outre du premier choix de draft universitaire ce qui lui permet de signer le deuxième ligne Sam Golla, qui s'affirme immédiatement comme un des meilleurs joueurs de la ligue à son poste. Les progrès sont nets : si les résultats bruts n'ont rien d'exceptionnel (seulement deux victoires), le jeu pratiqué est ambitieux et les Jackals perdent plusieurs matchs sur des scores très serrés. Le goal-average général de l'équipe passe de -554 à -180 points. Le contraste avec la saison précédente est fort.
En 2024, l'équipe se qualifie pour la première fois pour la phase finale et accomplit même l'exploit de battre l'équipe no 1 de la saison régulière (Houston).
En amont de la saison 2025, la franchise perd un investisseur majeur et n'a plus les moyens financiers nécessaires à une participation au championnat. Les Jackals se retirent de la MLR. C'est la sixième franchise qui disparait en sept ans de compétition.

## Joueurs emblématiques

### Joueurs internationaux à XV
- Liam Murray (en)
- Chris Pennell
- Adriaan Booysen (en)
- Chad London (en)

### Autres joueurs
- Conrado Roura (en)
- Jeremy Lenaerts
- Ryan Bower (en)
- Henry Trinder

## Bilan par saison
| Saison | Classement | Conférence | Pts | MJ | V | N | D  | PM  | PE  | Diff  | B  | Phase finale                       |
| ------ | ---------- | ---------- | --- | -- | - | - | -- | --- | --- | ----- | -- | ---------------------------------- |
| 2022   | 6e         | Ouest      | 4   | 16 | 0 | 0 | 16 | 198 | 752 | - 554 | 2  | non qualifié                       |
| 2023   | 6e         | Ouest      | 19  | 16 | 2 | 0 | 14 | 278 | 458 | - 180 | 8  | non qualifié                       |
| 2024   | 4e         | Ouest      | 43  | 16 | 6 | 0 | 10 | 482 | 450 | + 32  | 19 | Demi-finale (25-28 contre Seattle) |